# Ron Wolf
Ron Wolf (* 30. Dezember 1938 in New Freedom, Pennsylvania) ist ein ehemaliger US-amerikanischer American-Football-Funktionär und General Manager, der hauptsächlich für die Oakland/Los Angeles Raiders und die Green Bay Packers arbeitete. Eines seiner größten Verdienste war es, den sportlichen Erfolg wieder nach Green Bay zurückzubringen, nachdem die Packers zwei Dekaden vor Wolfs Engagement kaum Spiele gewonnen hatten. Er spielte auch eine große Rolle bei den Personalentscheidungen der Oakland, bzw. Los Angeles Raiders von 1963 bis 1974 und nochmal von 1979 bis 1989.
Für seine Leistungen wurde er im August 2015 in die Pro Football Hall of Fame aufgenommen.

## Karriere

### Oakland/Los Angeles Raiders
Ron Wolfs Karriere als Footballfunktionär begann 1963 bei den Raiders als Scout. Er entwickelte sich dabei schnell zu einem engen Vertrauten von Al Davis.  Während der ersten Jahre bei den Raiders baute Wolf durch den Draft ein Team mit u. a. Art Shell, Gene Upshaw, Ken Stabler und Jack Tatum auf, die alle später den Super Bowl XI gewannen.

### Kurze Zwischenstation bei den Tampa Bay Buccaneers
Durch seinen Erfolg bei den Raiders wurde ihm 1975 die Stelle des Vize-Präsidenten für das neue Expansion Team der Tampa Bay Buccaneers angeboten, die er auch übernahm. Die Buccaneers, die gemeinsam mit den neu gegründeten Seattle Seahawks 1976 zur NFL dazustießen, beendeten ihre erste Saison mit einer 0-14-Bilanz. Auch die darauf folgende Saison startete man mit 12 Niederlagen, bevor man gegen die New Orleans Saints den ersten Sieg der Franchise feiern konnte. Nach einer weiteren erfolglosen Saison und einer negativen Bilanz von 5-11 verließ Wolf die Buccaneers wieder Richtung Oakland. Als ein Grund für den Abgang von Wolf wird angenommen, dass er es schwierig fand, mit dem damaligen Eigentümer Hugh Culverhouse zusammen zuarbeiten, da sich Culverhouse zu sehr in die Personalentscheidungen einmischte und damit das Vertrauen Wolfs verlor. Da es damals noch keine Free Agency und keinen Salary Cap in der NFL gab, war es damals sehr viel schwieriger, mit den verfügbaren Spielern eine erfolgreiche Mannschaft aufzubauen. Allerdings war die Arbeit von Wolf bei den Buccaneers nicht erfolglos, da sie 1979 mit der teilweise von Wolf zusammengestellten Mannschaft die Play-offs erreichten und am NFC Championship Game teilnahmen. Zudem war in Wolfs Karriere Lee Roy Selmon der beste gedraftete Spieler und damit ein Spieler der Buccaneers.

### Wieder bei den Raiders
Wieder zurück bei den Raiders in Oakland, bzw. nach dem Umzug in Los Angeles konnte Wolf erfolgreich seine Arbeit fortführen und mit seinen Entdeckungen um Howie Long, Marcus Allen und Matt Millen erneut ein Team zusammenstellen, dass u. a. den Super Bowl XVIII gewann. Nach 23 Jahren mit Davis und den Raidern, 10 Divisionstiteln, 17 Saisons mit positiven Bilanzen, drei Super-Bowl-Teilnahmen (II, XV, XVIII), wovon zwei gewonnen wurden (XV, XVIII) und neun späteren Hall of Famern verließ Wolf 1989 die Mannschaft.

### Kurze Zwischenstation bei den New York Jets
1990 kam Wolf zu den New York Jets und verbrachte dort 17 Monate. In diese Zeit fiel Wolfs wohl größter Fehlschlag in Sachen Personalentscheidungen. Im NFL Draft von 1991 war Brett Favre, Quarterback der Southern Miss, für Wolf der beste Spieler im Draft. Aus diesem Grund setzten Wolf und Dick Steinberg, General Manager der Jets von 1990 bis 1994, alles daran, Favre zu draften. Allerdings hatten die Jets in dem Jahr keinen First-Round-Pick und konnten erst in der zweiten Runde an Stelle 34 auswählen. Steinberg hatte schon einen Handel mit den Cardinals eingefädelt, die an 32. Stelle auswählen konnten. Diesen ließen die Cardinals jedoch platzen und wählten stattdessen den Defensive End Mike Jones aus. Mit dem nächsten Pick wählten schließlich die Atlanta Falcons Favre aus und die Jets mussten sich mit dem Quarterback Browning Nagle zufriedengeben.

### Green Bay Packers
Nach dem Draft von 1991 meldeten sich die Green Bay Packers bei Wolf. Sie boten ihm die Stelle des General Managers an und garantierten ihm die komplette Handlungsfreiheit bei Footballentscheidungen, ohne dass sich das Board of Directors einmischen sollte. Nach seinen Erlebnissen in Tampa sagte er zu, um "sein Ding durchzuziehen". Einer seiner ersten Handlungen bei den Packers war die Entlassung von Head Coach Lindy Infante und die Einstellung von Mike Holmgren. Holmgren war bis zu diesem Zeitpunkt Offensive Coordinator der 49ers gewesen und hatte unter Bill Walsh und George Seifert gearbeitet und gelernt. Zudem machte die Offense der 49ers die Mannschaft zum erfolgreichsten Team dieser Ära. Der nächste Schritt von Wolf bestand darin, einen First-Round-Pick an die Falcons im Austausch für Brett Favre zu zahlen, um diesen nach Green Bay zu holen. Mit diesen beiden Handlungen wurde der Grundstein für eine fast 30 Jahre lange Erfolgsgeschichte gelegt. Mit der Verpflichtung von Reggie White am 6. April 1993, dem wohl damals besten Defensivspieler und begehrtesten Free Agent, ergänzte Wolf auch die Defense um einen Anführer. Mit den Entscheidungen, die Wolf traf, wurde aus den Packers, die 23 Jahre vor Wolfs Arbeit nur vier Saisons mit einer positiven Bilanz hatten, ein Team, das in neun Jahren eine 92-52-Bilanz aufwies, sechsmal hintereinander in den Play-offs spielte, zweimal am Super Bowl teilnahm und einen davon (Super Bowl XXXI) gewann. Einer der Erfolgsrezepte von Wolf war, in der Free Agency sehr aggressiv zu agieren und viel zu tauschen. In den neun Jahren bei den Packers vollführte er 89 Wechsel, 67 mehr als jedes andere Team. Im Juni 2001 zog sich Ron Wolf schließlich offiziell als General Manager der Packers zurück.

## Vermächtnis und Auszeichnungen
Wolf blieb in der Folge als Berater aktiv und half mehreren Teams bei der Suche nach neuen General Managern oder Head Coaches. Die Arbeitsweise lebt zudem in seinen ehemaligen Mitarbeitern weiter. So waren oder sind heute mit Ted Thompson (Packers), John Schneider (Seahawks), John Dorsey (Chiefs, Browns), Reggie McKenzie (Raiders) und Scot McCloughan (49ers, Redskins) ehemalige Angestellte von Wolf General Manager in anderen NFL-Teams. Für seine Leistungen wurde er schließlich am 8. August 2015 in die Pro Football Hall of Fame als Mitglied der sogenannten contributor class aufgenommen.

## Privates
Ron Wolfs Sohn, Eliot, arbeitete, wie sein Vater zuvor, von 2004 bis 2017 im Front Office der Packers. Seit Januar 2018 ist Eliot Assistent General Manager bei den Cleveland Browns.

## Werke
- Ron Wolf, Paul Attner: The Packer Way : Nine Stepping Stones to Building a Winning Organization. St Martins Pr., 1998, ISBN 978-0-312-19312-6.